# Leucopis grandis
Leucopis grandis is een vliegensoort uit de familie van de Chamaemyiidae. De wetenschappelijke naam van de soort is voor het eerst geldig gepubliceerd in 1959 door Tanasijtshuk.